# Malguénac
Malguénac [malgenak] est une commune française située dans le département du Morbihan en région Bretagne.

## Géographie

### Situation
Le bourg de Malguénac est situé à l'ouest de Pontivy (6,1 km à vol d'oiseau), à l'est de Guémené-sur-Scorff (11,7 km à vol d'oiseau), au nord-est de Lorient (43,9 km à vol d'oiseau) et au nord-ouest de Vannes (51,9 km à vol d'oiseau) sa préfecture de rattachement.
| Séglien | Cléguérec | Cléguérec |
| Guern   | Malguénac | Pontivy   |
| Guern   | Guern     | Le Sourn  |

### Paysage et relief
Malguénac appartient à l'unité paysagère des Montagnes noires et ses confins caractérisée par des reliefs granitiques (batholite de Pontivy-Rostrenen situé à l'ouest du Blavet) cisaillés par de nombreux vallons encaissés. Le relief vallonné est souligné par les nombreux bois, bosquets, et les anciennes parcelles agricoles enfrichées. Les versants granitiques abrupts, impropres pour les activités agricoles, sont largement colonisés par la végétation arbustive et arborée. Parcelles de céréales et prairies de fauche et de pâture se partagent le territoire agricole. Le maillage bocager reste relativement préservé malgré les opérations de remembrement.
| - Carte topographique de la commune de Malguénac. |

### Hydrographie
Pour un article plus général, voir Réseau hydrographique du Morbihan.
La commune est située dans le bassin Loire-Bretagne. Elle est drainée par la Pierre Fendue, le ruisseau de Bonne-Chère, le ruisseau de Ker jéhanno, le ruisseau de Kerdanet, le ruisseau du Moulin du Petit Resto, le ruisseau du Frétu et divers autres petits cours d'eau,.

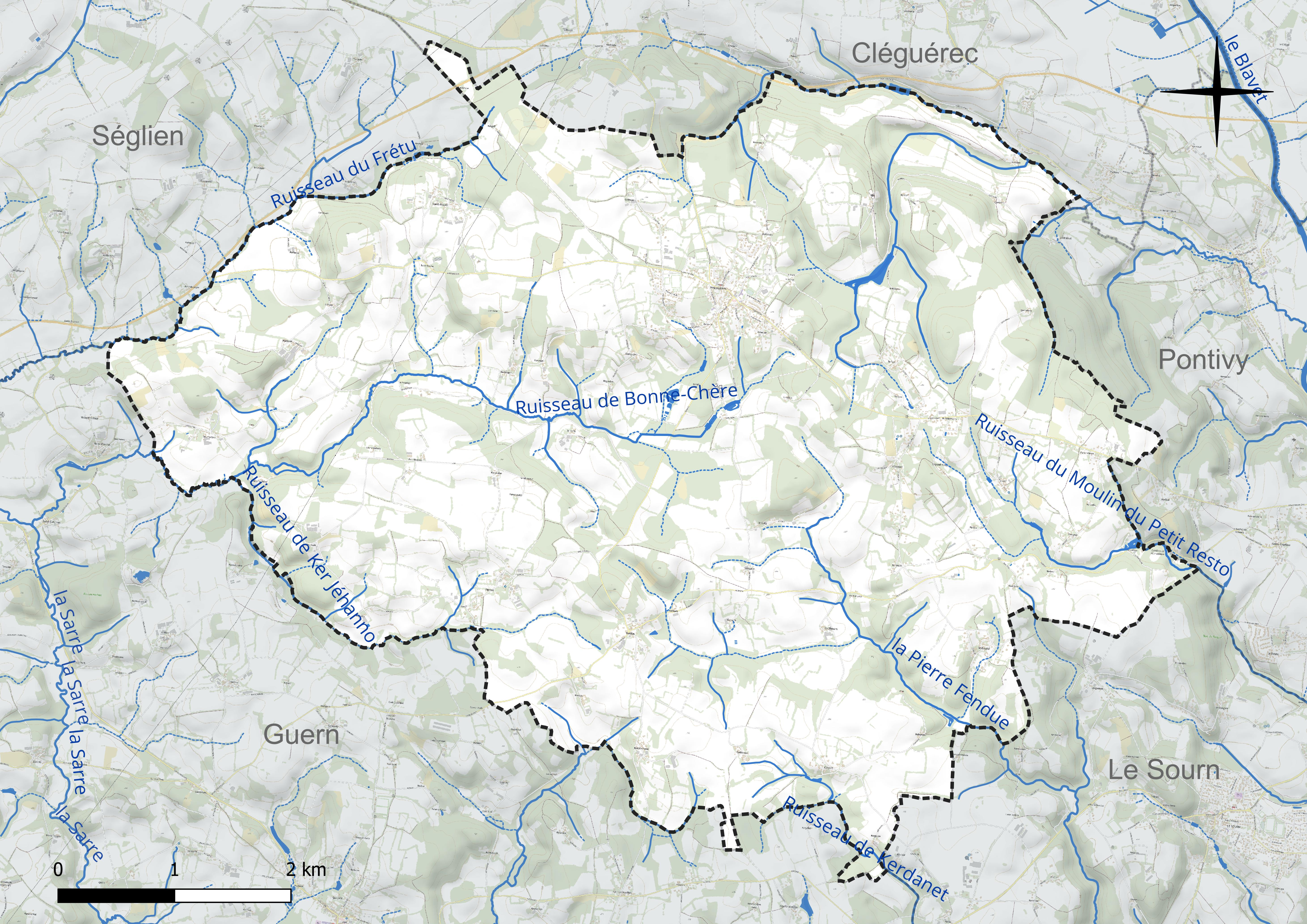
Réseau hydrographique de Malguénac.

### Climat
Pour des articles plus généraux, voir Climat de la Bretagne et Climat du Morbihan.
En 2010, le climat de la commune est de type climat océanique franc, selon une étude du CNRS s'appuyant sur une série de données couvrant la période 1971-2000. En 2020, Météo-France publie une typologie des climats de la France métropolitaine dans laquelle la commune est exposée à un climat océanique et est dans une zone de transition entre les régions climatiques « Finistère nord  » et « Bretagne orientale et méridionale, Pays nantais, Vendée ». Parallèlement l'observatoire de l'environnement en Bretagne publie en 2020 un zonage climatique de la région Bretagne, s'appuyant sur des données de Météo-France de 2009. La commune est, selon ce zonage, dans la zone « Intérieur  », exposée à un climat médian, à dominante océanique.  
Pour la période 1971-2000, la température annuelle moyenne est de 10,8 °C, avec une amplitude thermique annuelle de 12,2 °C. Le cumul annuel moyen de précipitations est de 1 040 mm, avec 15 jours de précipitations en janvier et 7,9 jours en juillet. Pour la période 1991-2020, la température moyenne annuelle observée sur la station météorologique la plus proche, située sur la commune de Moréac à 25 km à vol d'oiseau, est de 12,0 °C et le cumul annuel moyen de précipitations est de 1 043,7 mm,. Pour l'avenir, les paramètres climatiques de la commune estimés pour 2050 selon différents scénarios d’émission de gaz à effet de serre sont consultables sur un site dédié publié par Météo-France en novembre 2022.

## Urbanisme

### Typologie
Au 1er janvier 2024, Malguénac est catégorisée commune rurale à habitat dispersé, selon la nouvelle grille communale de densité à sept niveaux définie par l'Insee en 2022.
Elle est située hors unité urbaine. Par ailleurs la commune fait partie de l'aire d'attraction de Pontivy, dont elle est une commune de la couronne,. Cette aire, qui regroupe 16 communes, est catégorisée dans les aires de moins de 50 000 habitants,.

### Occupation des sols

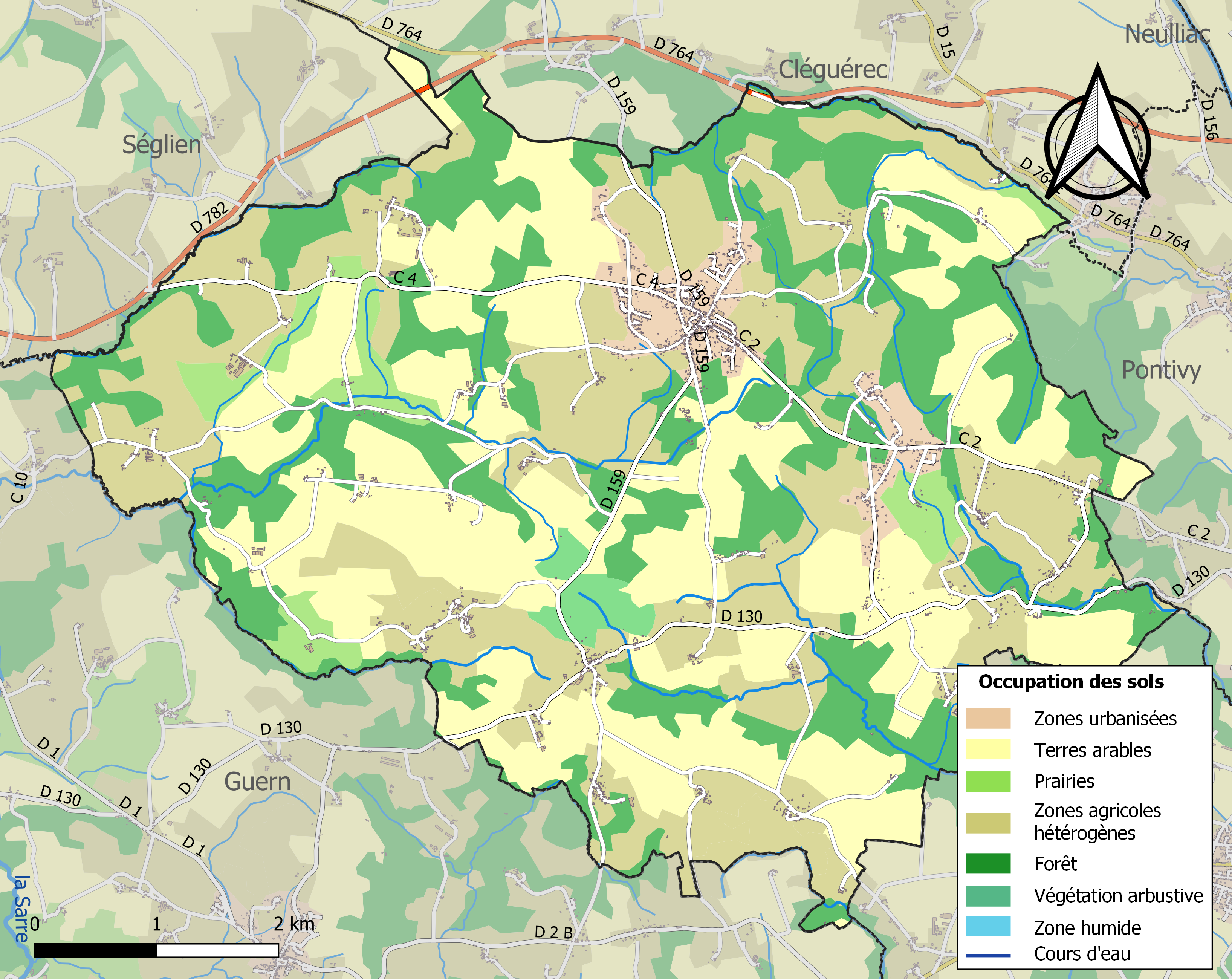
Carte des infrastructures et de l'occupation des sols de la commune en 2018 (CLC).

Le tableau ci-dessous présente l'occupation des sols de la commune en 2018, telle qu'elle ressort de la base de données européenne d’occupation biophysique des sols Corine Land Cover (CLC).
| Type d’occupation                                                                   | Pourcentage | Superficie (en hectares) |
| ----------------------------------------------------------------------------------- | ----------- | ------------------------ |
| Tissu urbain discontinu                                                             | 1,2 %       | 156                      |
| Terres arables hors périmètres d'irrigation                                         | 33,0 %      | 1271                     |
| Prairies et autres surfaces toujours en herbe                                       | 7,9 %       | 147                      |
| Systèmes culturaux et parcellaires complexes                                        | 30,6 %      | 1154                     |
| Surfaces essentiellement agricoles interrompues par des espaces naturels importants | 2,4 %       | 62                       |
| Forêts de feuillus                                                                  | 6,3 %       | 257                      |
| Forêts de conifères                                                                 | 6,9 %       | 401                      |
| Forêts mélangées                                                                    | 11,6 %      | 348                      |
| Forêt et végétation arbustive en mutation                                           | 1,2 %       | 9                        |
| Source : Corine Land Cover                                                          |             |                          |

## Toponymie
Le nom de la localité est mentionné sous les formes Malguenac au XIIe siècle ; Malgenac en 1194 et 1221 ; Melgennac en 1228 ; Melgannac en 1274 ; Maelguennec ; Melguennac ; Melguenacet Melguennec en 1301 ; Meoulguenac en 1314 ; Meoulguennec en 1314 ; Melguegnac en 1315 ; Melganac ; Melguenac ; Melguennac ; Malguennac en 1315 ; Malganac ; Melguenac en 1373 ; Malguenac en 1387 ; Melguengnac en 1482 ; Melguenac en 1448, en 1464, en 1514 et en 1536 ; Malguenac en 1477, en 1481 et en 1793 ; Malguenhac en 1801.
Maelguennec au début du XIVe siècle. La prononciation locale est [margəˈnek].

## Histoire

### Moyen-Âge
Selon un aveu de 1471, Malguénac était au sein de la Vicomté de Rohan, une des 46 paroisses ou trèves de la seigneurie proprement dite de Rohan.

### LeXVIesiècle
Une épidémie de peste occasionne plusieurs décès à Malguénac entre mars et octobre 1598. Au lendemain des guerres de la Ligue (1588-1598), l' autorité ecclésiastique ordonne à la fabrique de la paroisse de Malguénac de réparer l'église et le presbytère sous peine d'amende de 20 écus.

### LeXVIIesiècle
Une nouvelle épidémie de peste survient entre juin et décembre 1627 et occasionne plusieurs décès. À la suite d'un acte de sépulture du mois de décembre le prêtre qui tient les registres paroissiaux écrit : « Nous espérons, s'il plaît à dieu, que c'est le dernier et fin de ladycte maladye. Ainsi soit-il ! ».
Les habitants de Malguénac prennent part à la révolte des Bonnets rouges en 1675. Le 20 juillet, dans l'après-midi, des bandes de paysans venant de Malguénac, mais aussi de Stival, de Bieuzy et de Noyal-Pontivy, pénètrent dans la ville de Pontivy. Ils investissent et pillent la maison de Mathieu de La Pierre, receveur des devoirs. Ils brisent les meubles, les fenêtres, éventrent les barriques de la réserve de vin et les boivent. Ils reviennent dans la ville le lendemain jour de marché. Ils poursuivent le pillage de la maison de Mathieu La Pierre, s'attachant à récupérer les chevrons et les ardoises. Ils s'en prennent aussi au bureau du papier timbré, à la maison du sénéchal et à celle du frère du syndic de la ville. Un habitant de Malguénac dénommé Lescodan est exclu de l'amnistie royale.

### LeXVIIIesiècle
Malguénac compte 2400 communiants, y compris ceux de Stival, sa trève. Les juridictions suivantes s'exercent en cette paroisse : Malguénac, haute justice, à monsieur le duc de Rohan, seigneur de la paroisse, Lusturgan, haute justice, qui ressortit au duché de Rohan, Kerhulné, basse justice, Le Porzo et Lesturgan, basse justice, à monsieur de Cucé.

#### Révolution Française
Le 3 novembre 1794, un gros convoi de 23 voitures d'avoine à destination de Josselin est assailli par les chouans sur la route de Guémené à Pontivy ; les céréales sont brûlées sur place ; la cocarde nationale est arrachée aux conducteurs qui sont en outre menacés de mort s'ils ne cessent pas de pareils transports ; la bande de rebelles qui a monté le guet-apens est estimée à une cinquantaine de chouans qui s'en vont ensuite couper l'arbre de la Liberté à Malguénac.

### LeXIXesiècle
La commune est amputée en 1869 d'une partie de son territoire pour la création de la commune de Le Sourn.. Sa superficie passe ainsi de 4097 ha à 3845 ha.

### LeXXesiècle

#### La Première Guerre mondiale
Le monument aux morts de Malguénac porte les noms de 89 soldats morts pour la France pendant la Première Guerre mondiale ; les deux premiers à être tombés sur le champ d'honneur sont Joseph Marie Guegan et Julien Marie Le Scanff le 22 août 1914 à Maissin en Belgique.

#### L'Entre-deux-guerres
En 1919 à l'école des filles les classes sont obscures, exigües et surchargées ; une cloison de carton sépare les classes, « les leçons faites dans l'une s'entendent dans les autres (...) Le matériel scolaire est dans un état de vétusté sans nom et manque en partie ».

#### La Seconde Guerre mondiale
Le 10 décembre 1943 le groupe de résistants FTP  « Vaillant-Couturier », qui était en train d'effectuer un sabotage pour provoquer un déraillement sur la ligne de chemin de fer Paris-Quimper entre Brandérion et Landévant (plusieurs déraillement avaient déjà été effectués au même endroit antérieurement), fut arrêté par les gendarmes de Pontivy en raison d'une dénonciation et livrés aux Allemands. Cinq d'entre eux, originaires de Bubry (Ferdinand Malardé, Jean Mahé, Jean Robic, Joseph Le Mouël et Raymond Guillemot), furent fusillés le 25 février 1944 à Malguénac, après avoir subi d'innombrables tortures ; deux (André Cojan et André Garrec) furent déportés.

## Politique et administration

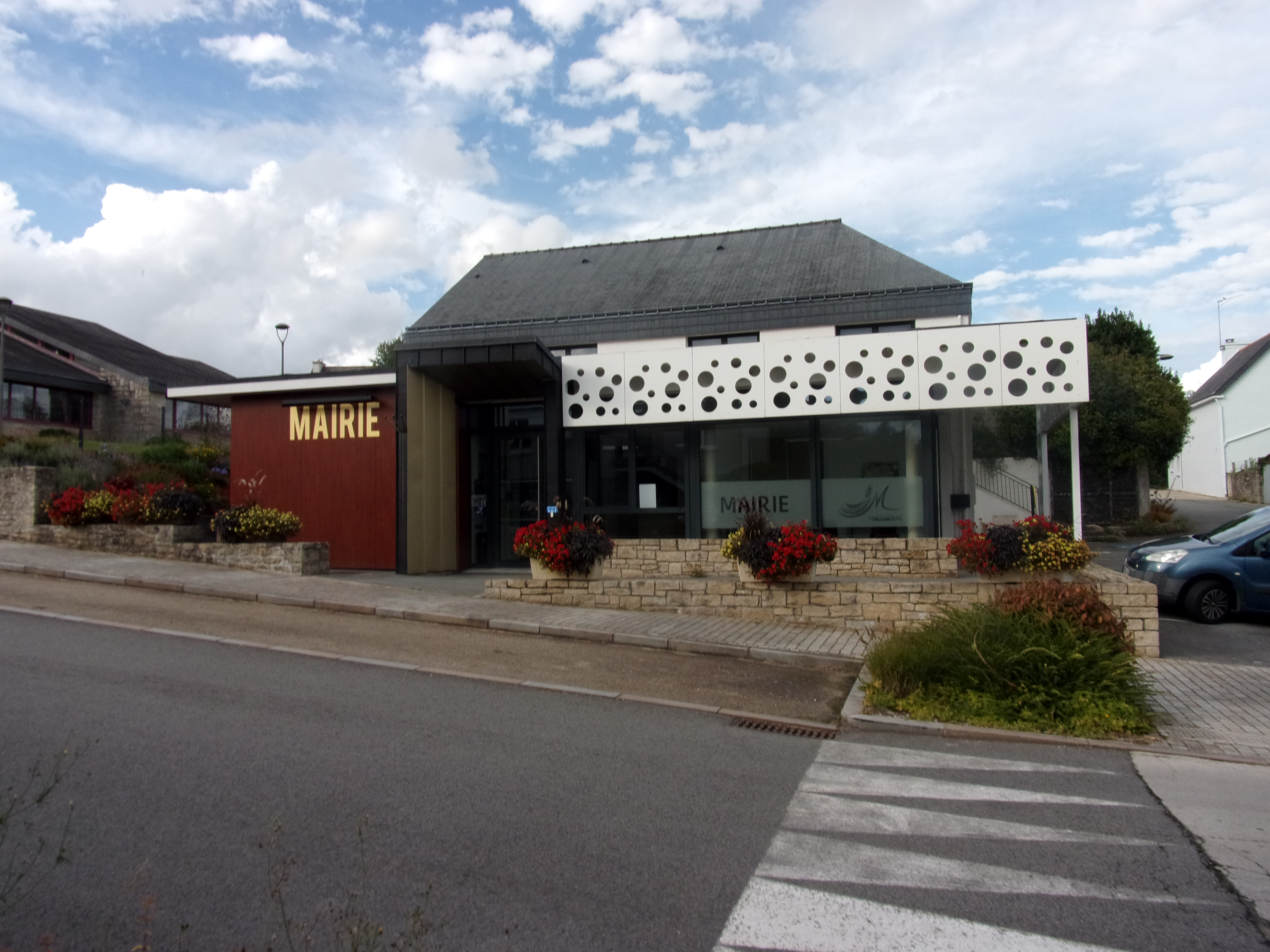
La mairie

| Période                                  | Période  | Identité             | Étiquette | Qualité                                                     |
| ---------------------------------------- | -------- | -------------------- | --------- | ----------------------------------------------------------- |
| 1790                                     | 1791     | Guillaume Le Roh     |           |                                                             |
| 1791                                     | 1792     | François Kennabon    |           |                                                             |
| 1792                                     | 1809     | Guillaume Dinic      |           |                                                             |
| 1809                                     | 1824     | Jean Hervo           |           |                                                             |
| 1824                                     | 1840     | Louis Jegourel       |           |                                                             |
| 1840                                     | 1841     | Joseph Jan           |           |                                                             |
| 1841                                     | 1848     | Louis Jegourel       |           |                                                             |
| 1848                                     | 1852     | Jean-Marie Le Nozerh |           |                                                             |
| 1852                                     | 1853     | Jean Hervo           |           |                                                             |
| 1854                                     | 1862     | Vincent Le Pallec    |           |                                                             |
| 1862                                     | 1881     | Louis Rault          |           |                                                             |
| 1881                                     | 1912     | Joseph Euzenot       |           |                                                             |
| 1912                                     | 1919     | Narcisse Laudren     |           |                                                             |
| 1919                                     | 1923     | Joseph Morien        |           |                                                             |
| 1923                                     | 1928     | Louis Bouffaut       |           |                                                             |
| 1928                                     | 1935     | Joseph David         |           |                                                             |
| 1935                                     | 1944     | Jean Loyo            |           |                                                             |
| 1944                                     | 1947     | Joseph Morvan        |           |                                                             |
| 1947                                     | 1952     | Jean Loyo            |           |                                                             |
| 1952                                     | 1971     | Hubert Laudren       |           |                                                             |
| 1971                                     | 1977     | Louis Le Clainche    |           |                                                             |
| 1977                                     | 1983     | Paul Tanguy          |           |                                                             |
| 1983                                     | 2014     | Pierre Le Pipec      |           |                                                             |
| 2014 Réélue en 2020                      | En cours | Dominique Guégan     | DVD       | Agricultrice Conseillère départementale de Gourin (2021 → ) |
| Les données manquantes sont à compléter. |          |                      |           |                                                             |

## Population et société

### Démographie

#### Évolution démographique
Malguénac connaît une croissance démographique régulière avec une augmentation de sa population de plus de 4 % entre les deux derniers recensements, due à un phénomène de construction résidentielle (+ 6,3 % de logements). La part des agriculteurs dans cette population, qui était encore de 10,2 % en 1999, décline donc au profit d'employés du tertiaire venus s'installer sur les hauteurs de Pontivy, et dont certains travaillent à Vannes. La proportion de résidences secondaires décroît donc, ce qui n'est pas le cas dans d'autres communes du Centre Bretagne.
L'évolution du nombre d'habitants est connue à travers les recensements de la population effectués dans la commune depuis 1793. Pour les communes de moins de 10 000 habitants, une enquête de recensement portant sur toute la population est réalisée tous les cinq ans, les populations de référence des années intermédiaires étant quant à elles estimées par interpolation ou extrapolation. Pour la commune, le premier recensement exhaustif entrant dans le cadre du nouveau dispositif a été réalisé en 2005.

En 2022, la commune comptait 1 849 habitants, en évolution de +0,76 % par rapport à 2016 (Morbihan : +3,82 %, France hors Mayotte : +2,11 %).
| 1793  | 1800  | 1806  | 1821  | 1831  | 1836  | 1841  | 1846  | 1851  |
| ----- | ----- | ----- | ----- | ----- | ----- | ----- | ----- | ----- |
| 1 730 | 1 842 | 1 679 | 1 596 | 2 009 | 1 960 | 1 957 | 2 059 | 1 976 |

| 1856  | 1861  | 1866  | 1872  | 1876  | 1881  | 1886  | 1891  | 1896  |
| ----- | ----- | ----- | ----- | ----- | ----- | ----- | ----- | ----- |
| 1 868 | 1 838 | 1 822 | 1 657 | 1 674 | 1 648 | 1 675 | 1 687 | 1 736 |

| 1901  | 1906  | 1911  | 1921  | 1926  | 1931  | 1936  | 1946  | 1954  |
| ----- | ----- | ----- | ----- | ----- | ----- | ----- | ----- | ----- |
| 1 717 | 1 753 | 1 751 | 1 780 | 1 682 | 1 660 | 1 514 | 1 366 | 1 237 |

| 1962  | 1968  | 1975  | 1982  | 1990  | 1999  | 2005  | 2006  | 2010  |
| ----- | ----- | ----- | ----- | ----- | ----- | ----- | ----- | ----- |
| 1 214 | 1 076 | 1 194 | 1 419 | 1 631 | 1 657 | 1 726 | 1 718 | 1 741 |

| 2015  | 2020  | 2022  | - | - | - | - | - | - |
| ----- | ----- | ----- | - | - | - | - | - | - |
| 1 823 | 1 840 | 1 849 | - | - | - | - | - | - |

#### Pyramide des âges
La population de la commune est relativement jeune.
En 2018, le taux de personnes d'un âge inférieur à 30 ans s'élève à 30,8 %, soit en dessous de la moyenne départementale (31,2 %). À l'inverse, le taux de personnes d'âge supérieur à 60 ans est de 28,3 % la même année, alors qu'il est de 31,3 % au niveau départemental.
En 2018, la commune comptait 947 hommes pour 895 femmes, soit un taux de 51,41 % d'hommes, largement supérieur au taux départemental (48,49 %).
Les pyramides des âges de la commune et du département s'établissent comme suit.
| Hommes | Classe d’âge | Femmes |
| ------ | ------------ | ------ |
| 0,3    | 90 ou +      | 0,4    |
| 7,6    | 75-89 ans    | 7,7    |
| 19,8   | 60-74 ans    | 20,8   |
| 21,2   | 45-59 ans    | 22,3   |
| 19,7   | 30-44 ans    | 18,5   |
| 12,1   | 15-29 ans    | 11,2   |
| 19,2   | 0-14 ans     | 19,1   |

| Hommes | Classe d’âge | Femmes |
| ------ | ------------ | ------ |
| 0,8    | 90 ou +      | 2,2    |
| 8,5    | 75-89 ans    | 11,6   |
| 20,5   | 60-74 ans    | 21,6   |
| 20,6   | 45-59 ans    | 20     |
| 17     | 30-44 ans    | 16,3   |
| 15,5   | 15-29 ans    | 13     |
| 17,1   | 0-14 ans     | 15,2   |

## Langues
Français et breton. Le breton de Malguénac, de type haut vannetais de l'intérieur (Argoët), a été étudié par Erwan Le Pipec dans une thèse universitaire.

## Lieux et monuments

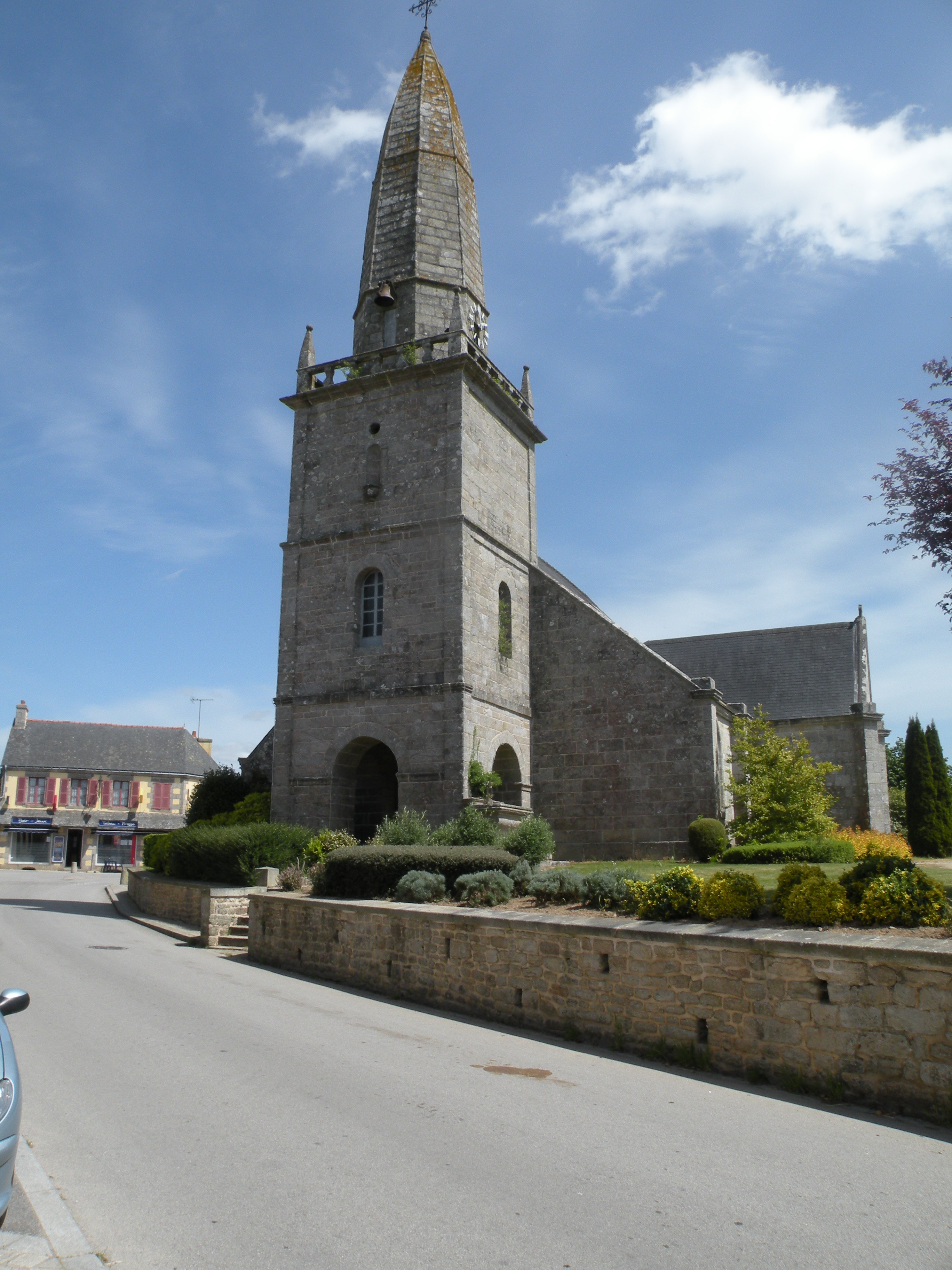
L'église Saint-Pierre-et-Saint-Paul.

Malguénac compte plusieurs monuments historiques classés ou inscrits sur son territoire : 
- l'allée couverte de Saint-Nizon (Néolithique) ;
- la fontaine Saint-Nicolas (XVIe siècle) ;
- le château de Lesturgant (XVIe – XVIIe siècles) ;
- une croix dans l'ancien cimetière (XVIIe siècle) ;
- le château de Moustoirlan (XVIIIe siècle).
- le manoir de Grand Botivès (XVIe et XVIIe siècles), il est inscrit à l'inventaire général du patrimoine culturel[53] ;
- le manoir de Kerlois (XVIIe siècle), il est inscrit à l'inventaire général du patrimoine culturel[54].

Par ailleurs, la commune compte plusieurs calvaires, des chapelles dont certaines du XVe siècle avec ou non des enclos et fontaines de dévotion (chapelle Notre-Dame-du-Moustoir, chapelle Saint-Gildas, chapelle Saint-Nicolas, chapelle Saint-Étienne, chapelle Saint-Patern, chapelle Saint-Pédic ou Saint-Bédic). L'église paroissiale, consacrée aux saints Pierre et Paul, date pour sa part du XIXe siècle et est remarquable pour son clocher en pain de sucre. De nombreux « villages » répartis sur le territoire sont constitués de longères autour de leur four et de leur lavoir, parfois disparus aujourd'hui. Un grand moulin à vent daté de 1736 qui dépendait du manoir de Lesturgant subsiste au lieu-dit Bonarh.

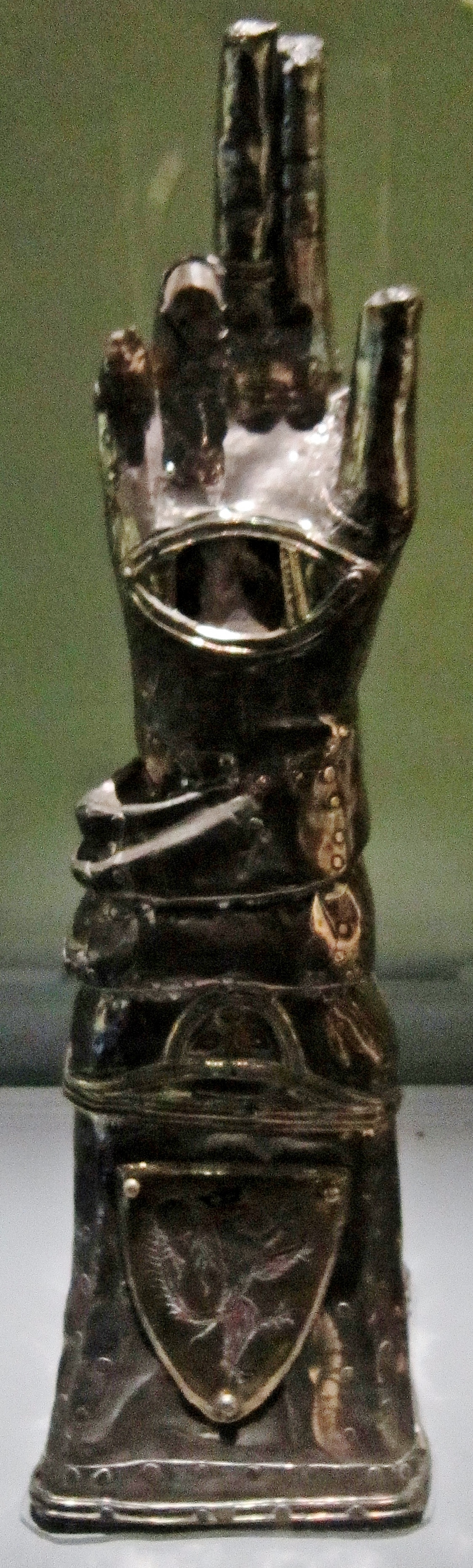
Bras reliquaire de la chapelle Notre-Dame-du-Moustoir à Malguénac (désormais dans le trésor de la cathédrale Saint-Pierre de Vannes).

## Personnalités liées à la commune
- Jean Cadéac d'Arbaud (1917-2003), résistant français, Compagnon de la Libération, y est décédé.
- Thibault Tricole (1989-), joueur professionnel de fléchettes, habite Malguénac et y préside le Bleiz Dart Club depuis 2017.